# Сљепчани
Сљепчани (слч. Slepčany) насељено је мјесто са административним статусом сеоске општине (слч. obec) у округу Злате Моравце, у Њитранском крају, Словачка Република.

## Становништво
| Година:    | 1994. | 2004.   | 2014.   | 2024.   |
| ---------- | ----- | ------- | ------- | ------- |
| Број људи: | 881   | 847     | 822     | 839     |
| Разлика:   |       | -3,85 % | -2,95 % | +2,06 % |

| Година:    | 2023. | 2024.   |
| ---------- | ----- | ------- |
| Број људи: | 796   | 839     |
| Разлика:   |       | +5,40 % |

Према подацима о броју становника из 2011. године насеље је имало 830 становника.